# Rocquigny, Ardennes
Rocquigny är en kommun i departementet Ardennes i regionen Grand Est (tidigare regionen Champagne-Ardenne) i nordöstra Frankrike. Kommunen ligger  i kantonen Chaumont-Porcien som ligger i arrondissementet Rethel. År 2022 hade Rocquigny 652 invånare.

## Befolkningsutveckling
Antalet invånare i kommunen Rocquigny
Referens: INSEE

## Galleri

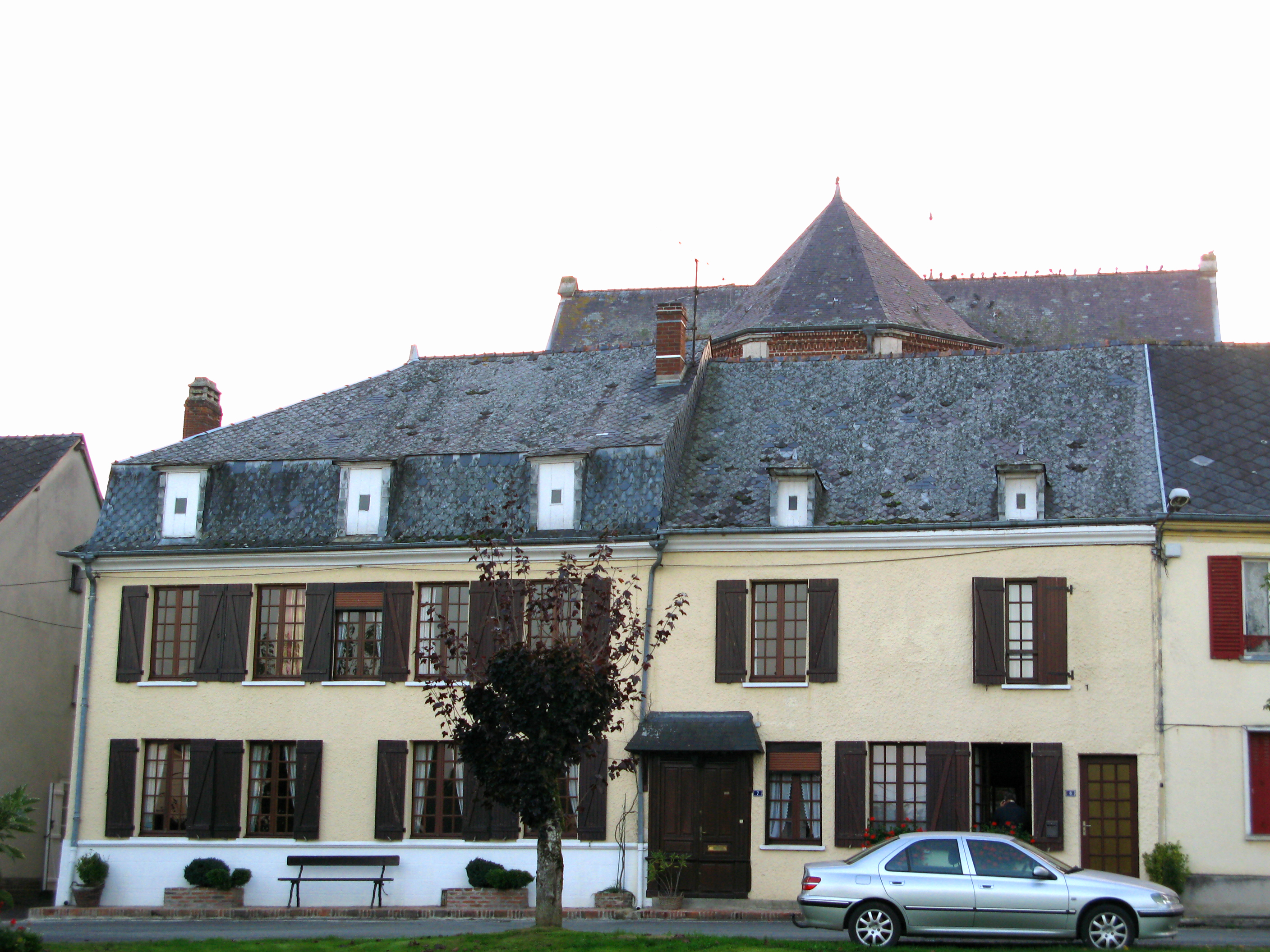
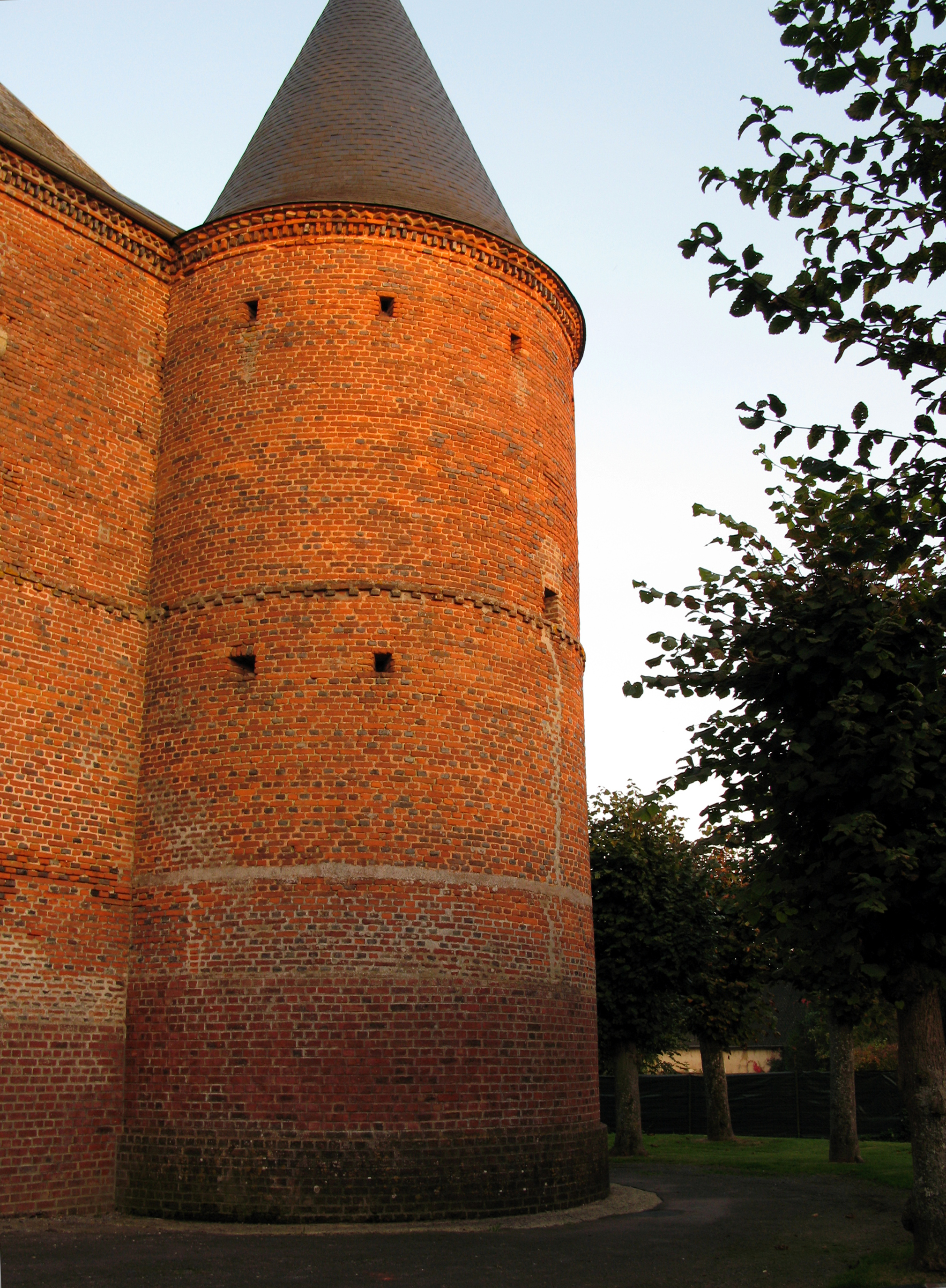